# Henry G. Kunkel
Henry George Kunkel (* 9. September 1916 in Brooklyn; † 15. Dezember 1983) war ein US-amerikanischer Immunologe, dem wichtige Entdeckungen in der immunologischen Grundlagenforschung gelangen und der wesentlich zum Ausbau der klinischen Immunologie beitrug.

## Leben
Kunkels Vater Louis O. Kunkel war Professor für Pflanzenpathologie an der Rockefeller University (und auch Kunkel selbst pflegte später botanische Hobbys wie Iris-Zucht). Kunkel wuchs in Yonkers (New York) und Princeton auf. Er studierte an der Princeton University (Bachelor 1938) und der Johns Hopkins University Medical School (M. D. 1942).
Nach zwei Jahren am Bellevue Hospital in New York City war er 1944 Arzt bei der US-Navy und nahm an der Landung in Italien teil. Er begann sich dort für Hepatitis-Erkrankungen zu interessieren und setzte dies im Rahmen des US Navy Hepatitis-Forschungsprogramms nach dem Krieg am Rockefeller Institute und Hospital (der Rockefeller University) in New York City fort (bei Charles L. Hoagland, nach dessen frühem Tod er bald darauf Leiter des Labors wurde). 1947 wurde er dort Assistant Member, 1949 Associate Member und 1952 volles Mitglied und blieb den Rest seiner Karriere an der Rockefeller University.
1973 wurde er auch Adjunct Professor an der Cornell University Medical School. 1950/51 war er Gastwissenschaftler in  Uppsala bei Arne Tiselius.
Er entdeckte, dass mit Myelomen verbundene Proteine als Modelle des Studiums von Immunglobulinen (Antikörpern) dienen konnten, was anfangs umstritten war (zum Beispiel auch von Rodney Porter bezweifelt). Damit untersuchte er an seinem Labor die Kettenstruktur und Antigen-Spezifizität von Antikörpern. Er war auch wesentlich an der Erforschung des Komplementsystems und der B-Zellen beteiligt, die er anhand von B-Zellen-Leukämien studierte.
Seine Forschung war wichtig dafür, dass Erkrankungen wie rheumatoide Arthritis und Lupus erythematodes als Autoimmunkrankheiten eingeordnet wurden, zwei Krankheiten, die sein Labor besonders erforschte. Dabei bediente er sich insbesondere der Technik Antinukleärer Antikörper (ANA). Kunkel selbst fand schon früh in seiner Karriere neue Krankheitssyndrome.
Er entwickelte immunologische Test- und Laborverfahren (wie die Messung von Serum-Proteinen mit turbidimetrischer Flockung mit Zinksulfat oder die Pevikon Block Elektrophorese).
Kunkel unterrichtete zahlreiche Immunologen, darunter Gerald Edelman und Hans J. Müller-Eberhard.
Ab 1960 war er Herausgeber des Journal of Experimental Medicine und er war Mitherausgeber von Advances in Immunology.

## Auszeichnungen
- 1962 Gairdner Foundation International Award
- 1970 Mitglied der American Academy of Arts and Sciences
- 1975 Passano Award
- 1975 Avery-Landsteiner-Preis
- 1975 Albert Lasker Award for Basic Medical Research
- 1977 Louisa-Gross-Horwitz-Preis
- 1979 Jessie Stevenson Kovalenko Medal

In den Jahren 1974/1975 fungierte er als Präsident der American Association of Immunologists. Er war Mitglied der National Academy of Sciences und Ehrendoktor der Universitäten Harvard und Uppsala.